# حجاي عامير
حجاي عمير (بالعبرية: חגי עמיר) (مواليد 1968) شقيق وشريك لإيجال عامير قاتل إسحاق رابين الذي يقضي حكما بالسجن مدى الحياة لتصرفاته.
وأدين هاجاي عامير بتهمة التآمر لقتل إسحاق رابين والتخطيط لهجمات ضد الفلسطينيين فضلا عن رسوم مختلف الأسلحة.
بتاريخ 27 أبريل 2006 أدين بتهمة تهديد بقتل رئيس الوزراء الإسرائيلي آنذاك أرئيل شارون. بعد محاكمة أمام محكمة الصلح في نتانيا حكم عليه بالسجن لمدة عام في السجن منها عام ونصف العام كان لتضاف إلى ولايته الحالية السجن.
خدم حجاي عقوبته في سجن إيالون في الرملة. في 4 مايو 2012 أطلق سراحه من السجن.